# San Borja (Ballivián)

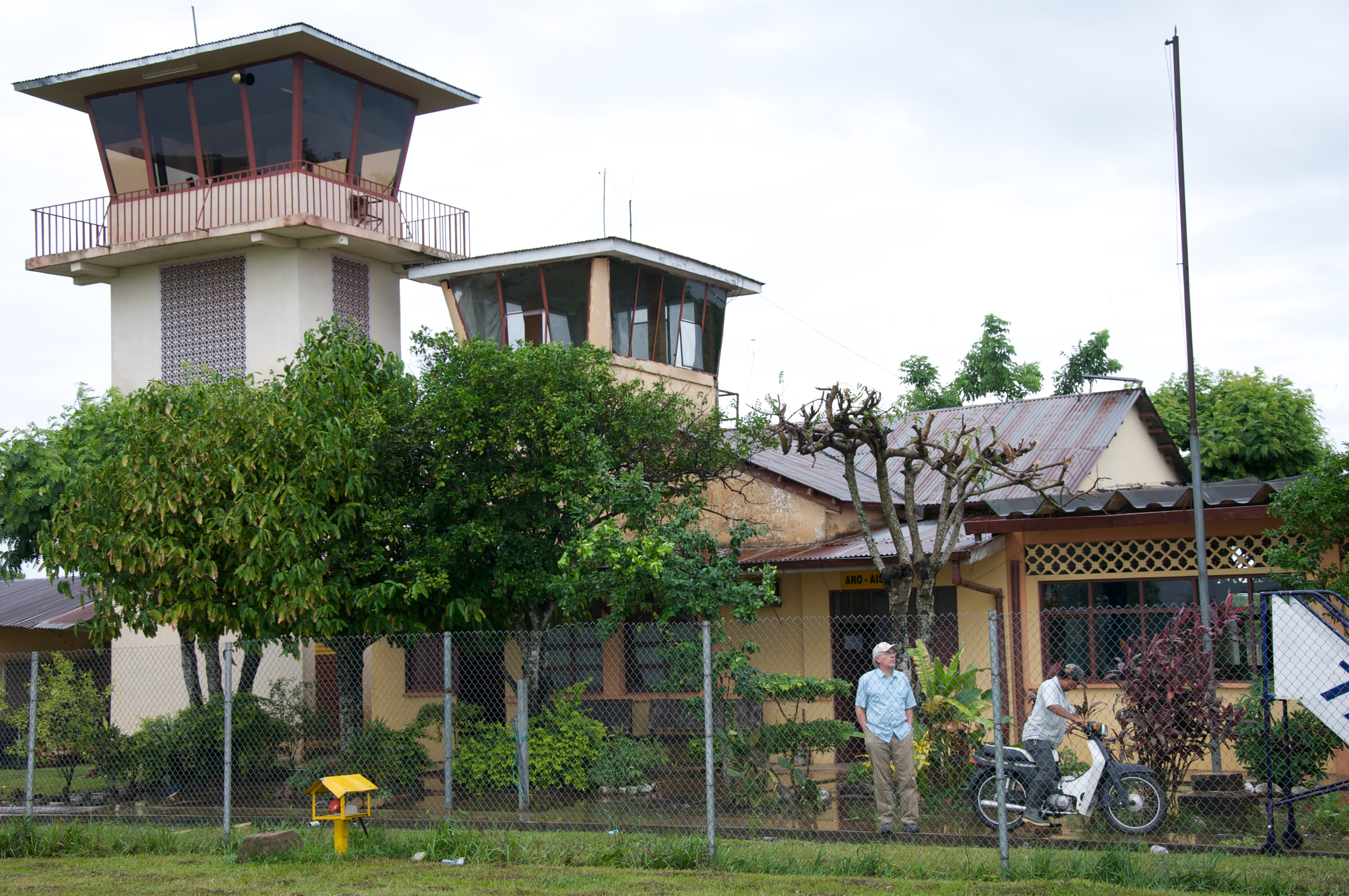
Flughafen Capitán Germán Quiroga Guardia in San Borja

San Borja ist eine Mittelstadt im Departamento Beni im Tiefland des südamerikanischen Andenstaates Bolivien.

## Lage im Nahraum
San Borja ist der zentrale Ort des Municipios San Borja in der Provinz Ballivián. Die Stadt liegt auf einer Höhe von 197 m am linken Ufer des Río Maniquí, einem Zufluss des Río Rapulo, der in den Río Mamoré mündet.

## Geographie
San Borja liegt im bolivianischen Tiefland, etwa 50 Kilometer östlich der Sierra Muchanes, einem Abschnitt der Vorgebirgsketten der Cordillera Oriental. Das Klima der Region ist tropisch und ganzjährig humid, die ursprüngliche Vegetation ist die des tropischen Regenwaldes.
Die mittlere Durchschnittstemperatur der Region liegt bei 26 °C (siehe Klimadiagramm San Borja) und schwankt nur unwesentlich zwischen 23 °C im Juni und Juli und etwa 27 °C von Oktober bis März. Der Jahresniederschlag beträgt 1800 mm, mit mäßigen Monatsniederschlägen von 60 bis 70 mm von Juni bis September und einer ausgeprägten Regenzeit von Dezember bis März mit Monatsniederschlägen von 200 bis 300 mm.
In der weiteren Umgebung der Stadt liegt das Biosphärenreservat Estación Biológica del Beni.

## Geschichte
San Borja wurde am 10. Oktober 1693 von den Jesuitenmissionären Francisco de Borja und Ignacio Sotomayor gegründet. Im Ort siedelten sich Angehörige der Chimane, später dazu die Mójenos und Mosetenes an.

## Wirtschaft
Die Gegend um San Borja ist stark von der Viehzucht geprägt. Vor allem Rinder werden gehalten und zu einem Großteil nach La Paz transportiert.

## Verkehrsnetz
San Borja liegt in einer Entfernung von 232 Straßenkilometern westlich von Trinidad, der Hauptstadt des Departamentos.
Die Stadt liegt an der 600 Kilometer langen Nationalstraße Ruta 3 von La Paz nach Trinidad. Die Straße ist bis auf ein fünfzig Kilometer langes Teilstück östlich von La Paz weitgehend nicht asphaltiert und daher je nach Witterungsbedingungen nicht immer problemlos zu befahren. Sie führt von La Paz über Cotapata, Sapecho und Yucumo auf einer 372 Kilometer langen Strecke nach San Borja und weiter über San Ignacio de Moxos nach Trinidad. Nächstgelegene größere Stadt ist Rurrenabaque, einhundert Kilometer nordwestlich von San Borja.
Im östlichen Teil der Stadt liegt der Flugplatz San Borja mit einer asphaltierten Landebahn von 1800 m Länge.

## Bevölkerung
Die Einwohnerzahl der Stadt ist in den vergangenen dreieinhalb Jahrzehnten auf ein Mehrfaches angestiegen:
| Jahr | Einwohner | Quelle       |
| ---- | --------- | ------------ |
| 1976 | 4.613     | Volkszählung |
| 1992 | 11.072    | Volkszählung |
| 2001 | 16 273    | Volkszählung |
| 2012 | 17.520    | Volkszählung |
| 2024 |           | Volkszählung |

Trotz der hohen Zuwanderung über die letzten Jahrzehnte hat die Stadt immer noch einen nennenswerten Anteil indigener Bevölkerung, 17,7 Prozent der Einwohner des Municipio San Borja sprechen lokale indigene Sprachen.